# Пушкайтс
Пушкайтс — божество в прусської міфології, пов'язане з землею та розташоване під священною бузиною. Відає плодами землі, зокрема злаками, покровитель священних гаїв. Входить в тетраду богів з природно-господарськими функціями, поряд з Аушаутсом, Пільвітсом і Пергрюбрюсом.
У жертву Пушкайтсу приносили хліб, сир, масло та пиво, вночі накриваючи цими продуктами спеціальний стіл в сараї.
Помічниками цього бога вважалися барздукі — гноми, які охороняли багатства землі.
Твариною, пов'язаною з культом Пушкайтса був козел.
Свято Пушкайтса відзначалося двічі на рік. Під час цього свята відбувалося ворожіння: в спеціальному місці складалися 4 буханки хліба, варене та смажене м'ясо, сир, вершкове масло. Потім на свято запрошувалися барздукі та двері щільно закривалася. Наступного дня люди дивилися, яких продуктів з'їдено барздуками найбільше. Якщо хліба, то це віщувало хороший урожай злаків, а якщо м'яса — хороший приплід у худоби.